# Comitat de Koprivnica-Križevci
Le comitat de Koprivnica-Križevci (en croate Koprivničko-križevačka županija) est un comitat situé dans le nord de la Croatie. Il doit son nom à ses deux villes principales : le chef-lieu Koprivnica et la ville de Križevci. Selon le recensement fait en 2011, ce comitat a une surface de 1 734 km2 et il est peuplé de 115 584 habitants.

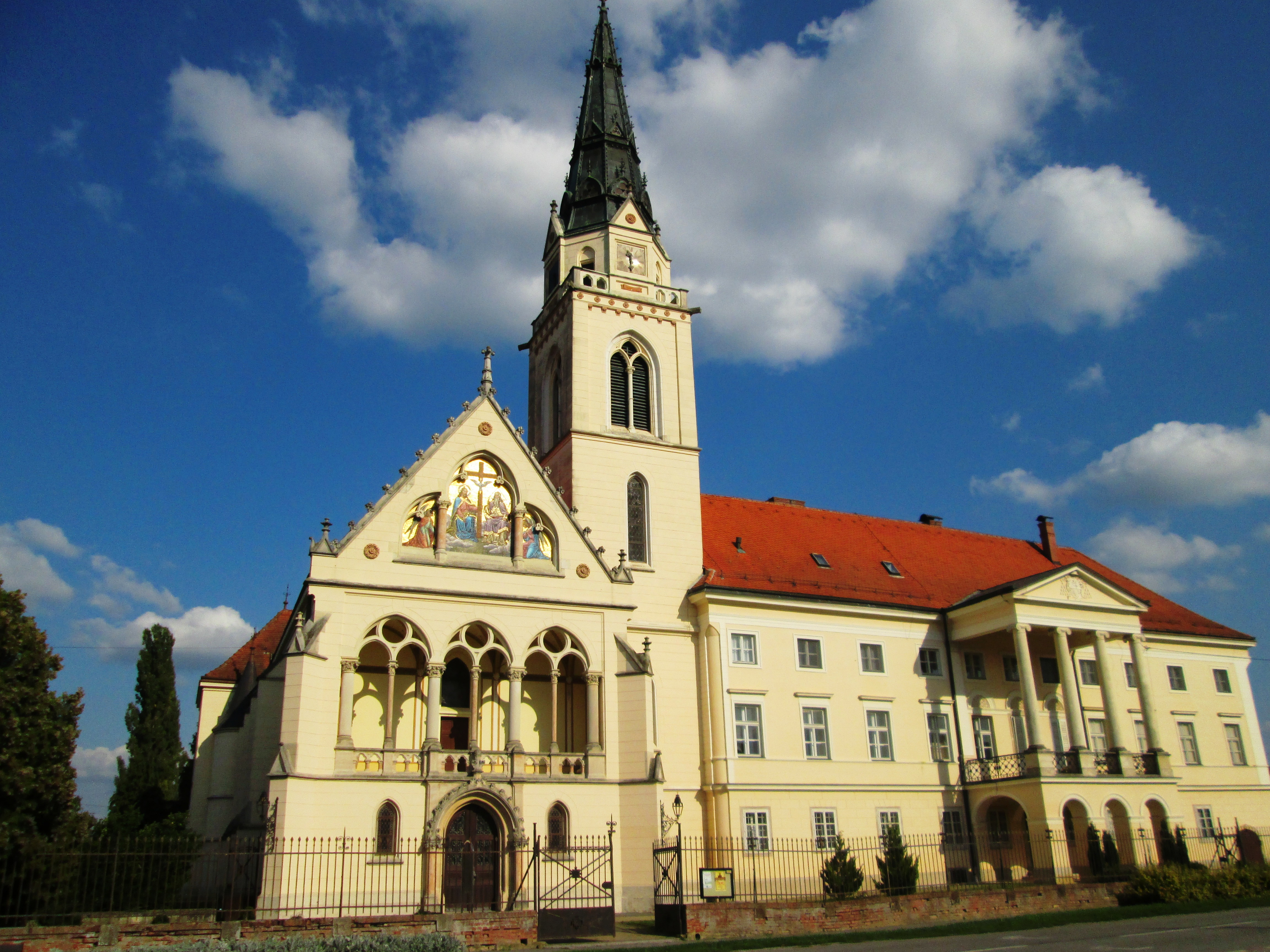
Cathédrale gréco-catholique de Krizevci, Croatie

## Villes et municipalités
Le comitat de Koprivnica-Križevci comprend 3 villes et 22 municipalités.

### Villes
(population en 2001)
- Đurđevac (8 862)
- Koprivnica (30 994)
- Križevci (22 324)

### Municipalités
(population en 2001)
- Drnje (2 156)
- Đelekovec (1 824)
- Ferdinandovac (2 107)
- Gola (2 760)
- Gornja Rijeka (2 035)
- Hlebine (1 470)
- Kalinovac (1 725)
- Kalnik (1 611)
- Kloštar Podravski (3 603)
- Koprivnički Bregi (2 549)
- Koprivnički Ivanec (2 361)
- Legrad (2 764)
- Molve (2 379)
- Novigrad Podravski (3 161)
- Novo Virje (1 412)
- Peteranec (2 848)
- Podravske Sesvete (1 778)
- Rasinja (3 818)
- Sokolovac (3 964)
- Sveti Ivan Žabno (5 628)
- Sveti Petar Orehovec (5 137)
- Virje (5 197)